# Sheila en concert à l'Olympia 2002 - Jamais deux sans toi
 (mai 2025).
Motif : Où sont les sources secondaires attestant de la notoriété de cet album au regard des critères généraux ou spécifiques?
- Archive Wikiwix
- Bing
- Cairn
- DuckDuckGo
- E. Universalis
- Gallica
- Google
- G. Books
- G. News
- G. Scholar
- Persée
- Qwant
- (zh) Baidu
- (ru) Yandex
- (wd) trouver des œuvres sur Wikidata

| 1. | Préciser le motif de la pose du bandeau. | Précisez le motif de la pose du bandeau en utilisant la syntaxe suivante : {{admissibilité à vérifier\|date=août 2025\|motif=remplacez ce texte par le motif}}                                                                 |
| 2. | Informer les utilisateurs concernés.     | Pensez à avertir le créateur de l'article, par exemple, en insérant le code ci-dessous sur sa page de discussion : {{subst:avertissement admissibilité à vérifier\|Sheila en concert à l'Olympia 2002 - Jamais deux sans toi}} |

Albums de Sheila
Seulement pour toi
(2002) C'est écrit - Sheila, en concert au "Cabaret Sauvage" 2006 - Enfin disponible
(2008)
Sheila en concert à l'Olympia 2002 - Jamais deux sans toi est un album live et video de Sheila correspondant au spectacle Jamais deux sans toi, enregistré à l'Olympia et sorti en 2003. Cet album est certifié disque d'or

## Liste des titres
1. Toutes ces vies
2. Le film à l'envers
3. Smile
4. Over the rainbow
5. Partir
6. Medley campagne (Le rêve - Dans la glace - Enfin réunis - Le cinéma - L'école est finie - Prends la vie comme elle vient - Oncle Jo)
7. S'envoler
8. L'absent
9. Le tam-tam du vent
10. Tangue au
11. Stop in the name of love
12. Medley Petula Clark
13. Chaque instant de chaque jour
14. Thoose boots are made for walkin'
15. I say a little prayer
16. Pop art
17. Medley salsa (Se Laisser Danser/Conga/Vis Vas)
18. Mélancolie
19. Medley Chic
20. Vivre mieux
21. Mélancolie
22. Les rois mages

## Crédits

### Le spectacle

#### Production du spectacle
- Titre : Jamais deux sans toi
- Représentations du 1er novembre au 9 novembre 2002 à l'Olympia à Paris, puis en tournée.
- Mise en scène : Yves Martin
- Arrangements : Yann Benoist excepté (4 - 19) Serge Munuera
- Chorégraphie :
- Costumes :
- Décors :
- Lumières :
- Régisseur du spectacle :
- Producteur du spectacle:

### L’album
- Réalisation : Eric Vera
- Mixage : Eric Vera
- Assistant : Anthony Arconte

## Production
- Album original : 
  - Double CD  Marshe distribution Sony 51199427, date de sortie : 2003.

- Réédition de l'album :
  - Édition en double CD  Warner 0190295794019, inclus dans Le Coffret essentiel Vol. 2 (Les Années New Chance). date de sortie : 2017.

- Photographies : Christophe Boulmé
- Design : Olivier Bontemps

## Autour du spectacle
La vidéo de ce spectacle est sortie en DVD et en cassette VHS Sony Music Video 2019532.
L'enregistrement audio et la captation vidéo de ce spectacle ont été réalisés à l'Olympia le 9 novembre 2002.

## Classement
L'album est certifié disque d'or.
| Pays   | Meilleure position |
| ------ | ------------------ |
| France | 54                 |

## Certifications
| CD     | CD            | CD            | CD                |
| Pays   | Certification | Date          | Ventes certifiées |
| ------ | ------------- | ------------- | ----------------- |
| France | Or.           | décembre 2003 | 100 000           |